# Шефер, Карл (фигурист)
Карл Ше́фер (нем. Karl Schäfer; 17 мая 1909, Вена — 23 апреля 1976, там же) — австрийский фигурист, двукратный олимпийский чемпион (1932, 1936) в одиночном катании, семикратный чемпион мира, восьмикратный победитель первенства Европы, двукратный серебряный призёр чемпионатов мира (1928, 1929), бронзовый призёр чемпионата мира (1927), серебряный (1928) и бронзовый (1927) призёр чемпионата Европы.

## Биография
Карл Шефер родился в Вене недалеко от искусственного катка Эдуарда Энгельманна младшего. Когда ему было 11 лет, тренер Рудольф Куцер заметил в нём талант. Шефер был разносторонне одаренным человеком: он очень хорошо играл на скрипке, а также был чемпионом Австрии по плаванию брассом и даже участвовал в летних Олимпийских играх 1928 года.
По окончании карьеры спортсмена, в 1936 году, Карл переехал в США, где работал тренером. В 1938 году он открыл в Вене склад спортивных товаров. В 1940-м он и Нерта Вотчер (также тренер фигурного катания) основали шоу «Ревю льда Карла Шефера» (Karl-Schäfer-Eisrevue). В 1943 году Карл Шефер снялся в качестве актёра в фильме «Der weiße Traum» (Белая мечта). После Второй мировой войны участвовал в восстановлении катка Энгельманна и с 1946 года тренировал там молодых фигуристов.
Между 1956 и 1962 он снова уезжал в США, чтобы работать там тренером по фигурному катанию. В 1962-м он вернулся в Вену и жил там и работал до конца жизни. В 1965 году появился в эпизодической роли тренера в фильме-ревю «Золотая симфония».
Был женат на Кристине Энгельманн, самой младшей дочери Эдуарда Энгельманна младшего.
C 1974 года по 2008 год в Вене ежегодно проходил турнир, названный в честь Карла Шефера — «Мемориал Карла Шефера» (нем. Karl Schäfer Memorial).

## Спортивные результаты
| Соревнования/Год   | 1927 | 1928 | 1929 | 1930 | 1931 | 1932 | 1933 | 1934 | 1935 | 1936 |
| Олимпиады          |      | 4    |      |      |      | 1    |      |      |      | 1    |
| Чемпионаты мира    | 3    | 2    | 2    | 1    | 1    | 1    | 1    | 1    | 1    | 1    |
| Чемпионаты Европы  | 3    | 2    | 1    | 1    | 1    | 1    | 1    | 1    | 1    | 1    |
| Чемпионаты Австрии | 2    | 2    | 1    | 1    | 1    | 1    | 1    | 1    |      | 1    |